# Про любов говорити не будемо
«Про любов говорити не будемо» — радянський художній фільм режисера Варіса Брасли, знятий за мотивами роману Андріса Колбергса «Під ранок в автомобілі» на Ризькій кіностудії у 1988 році. Московська прем'єра фільму відбулася в лютому 1990 року.

## Сюжет
Життя молодят Брігіти і Індуліса складалося як і у багатьох сімейних пар. Відсутність власного будинку, турботи про дитину і вічний брак грошей. Після чергової зміни квартири Брігіта звернулася за допомогою до Фредіса — друга юності Індуліса, який займав адміністративну посаду на великому промисловому підприємстві.
В результаті маніпуляцій із заводською документацією державі було завдано матеріальної шкоди. Відповідати за те, що трапилося довелося Брігіті, навмисно взятої Фредісом на відповідальну посаду. Незважаючи на участь в її долі слідчого, молодій жінці довелося кілька років провести у виправній колонії.
Вийшовши на свободу, вона мріє помститися винним в її поламаної долі. Розуміючи, що одночасно любить і ненавидить свого колишнього чоловіка, який після розлучення живе з новою сім'єю, Брігіта робить невдалу спробу пробудити в ньому старі почуття. Вони зустрічаються, але тільки для того, щоб незабаром розлучитися вже назавжди.

## В ролях
- Ілзе Рудолфа — Брігіта
- Маріс Андерсонс — Індуліс
- Ліга Кактіня — Айя
- Улдіс Думпіс — Віцкіс
- Харій Спановскіс — Фредіс
- Візма Озоліня — знайома
- Едгар Сукурс — крещений

## Знімальна група
- Автор сценарію: Ерік Ланс
- Режисер-постановник: Варіс Брасла
- Оператор-постановник: Алвіс Менголс
- Композитор: Імант Калниньш
- Художник-постановник: Петеріс Розенбергс